# 陳佩怡
陳佩怡（英語：Chan Pui Yi Pearlie，1981年5月18日—），香港女子橋牌選手。

## 簡歷
2018年8月，陳佩怡代表中國香港參加2018年亞洲運動會橋牌比賽，與顧可容、黃慧敏、楊凱寧、何煒霖和何凱桐合作贏得超級混合團體賽銀牌。